# Declaració de Mequinensa
La Declaració de Mequinensa fou una petició signada l'1 de febrer de 1984 al Castell de Mequinensa per disset alcaldes dels municipis d'Areny de Noguera, Benavarri, Bonansa, Montanui, Pont de Montanyana, Tolba, Saidí, Fraga, Torrent de Cinca, Mequinensa, Faió, Nonasp, Favara, Calaceit, Vall-de-roures, La Codonyera i Valljunquera, on es comprometien a normalitzar el català en l'àmbit municipal i demanaren al conseller de cultura de la Diputació General d'Aragó, José Bada, veí de la localitat de Favara, el reconeixement de la realitat lingüística de la Franja de Ponent en l'Estatut d'Autonomia d'Aragó, l'ensenyament del català a l'escola, així com una llei de normalització lingüística de les llengües d'Aragó. Així s'aconseguí que en el curs 1985-1986 uns 2.500 alumnes estudiessin català.
El 2024, quaranta anys després de la signatura de la Declaració de Mequinensa, el balanç de la salut de la llengua catalana a la Franja de Ponent era adversa: no s'havia normalitzat l'ensenyament del català, que sovint es situava fora de l'horari lectiu, no s'havia aconseguit que la retolació dels carrers i places o les comunicacions de les administracions fossin en català, i la situació de diglòssia s'anava afermant. La despoblació, la manca d'ambició dels governs anteriors i l'executiu aragonès, integrat per PP i Vox, liderat per Jorge Azcón, eren reptes a superar. Tot i que les dades d'usos lingüístics indicaven retrocessos preocupants, el català sobrevivia i mostrava certa vitalitat.

## Text de la Declaració de Mequinensa
| « | Reunits a Mequinensa, representants dels Ajuntaments aragonesos d'Areny, Benabarri, Bonansa, Montanui, Pont de Montanyana, Tolba, Saidí, Fraga, Torrent de Cinca, Mequinensa, Faió, Nonasp, Fabara, Calaceit, Vall-deroures, La Codonyera i Valljunquera, baix la presidència del Conseller de Cultura de la Diputació General d'Aragó, D. José Bada Panillo. SOM CONSCIENTS de la importància històrica que té aquesta primera trobada d'Alcaldes i Consellers de la zona catalanoparlant d'Aragó. RECONEIXEM que dintre de la nostra Comunitat Aragonesa es parlen diferents llengües i que la llengua catalana que se parla a la Franja Oriental pertany al patrimoni cultural d'Aragó. REBUTJEM les denominacions despectives de “chapurreau” i d'altres paregudes que encara s'apliquen a la nostra llengua materna. DECLAREM: 1. Que es urgent desenvolupar l'Estatut d'Autonomia d'Aragó pel que respecta a la conservació i estudi de les nostres modalitats llingüístiques. 2. Que es urgent desenvolupar mides concretes per a-conseguir la nor-malizació llingüística d'Aragó, i que, en el cas de la llengua catalana, significa acceptar com a norma la gramàtica catalana, sense menyspreu de les peculiaritats llinguístiques de cada poble o comarca. PROPOSEM: 1. Accelerar les gestions davant del Ministeri d'Educació i Ciència perquè el català pugui ser ensenyat com assignatura optativa, i per ara en fase experimental, a les escoles i centres d'ensenyament dels municipis de la Franja Oriental d'Aragó que ho demanin. 2. Que la diputació General d'Aragó done suport i foment a la producció literària autóctona i a tots aquells estudis i tesis que tracten de la problemàtica sociollinguísfica de la Franja Oriental d'Aragó. 3. Que la Universitat de Saragossa, dins dels seus Plans d'Estudis i d'investigació es faci càrrec de les necessitats culturals i llinguístiques d'Aragó. Per la nostra part, ENS COMPROMETEM a fomentar l'ús públic del català als nostres pobles, rotullació bilingüe de carrers i places, edictes, mitjans de comunicació, etc. SOM PLENAMENT CONSCIENTS que la integració cultural i política d'Aragó no és possible sense que tots els aragonesos reconeixin com a pròpia la riquesa cultural i llinguística de la Franja Oriental d'Aragó. MEQUINENSA, 1 de febrer de 1984 | » |

## Esdeveniments posteriors
Pel que fa a la política lingüística sobre el català a la Franja, s'han produït els següents esdeveniments posteriorment:
- El 30 de desembre de 1996: la Llei Orgànica 5/1996 de reforma d'aquest Estatut, que en el seu article 7 va establir que: Les llengües i modalitats lingüístiques pròpies d'Aragó gaudiran de protecció. Es garantirà el seu ensenyament i el dret dels parlants en la forma que estableixi una llei de les Corts d'Aragó per a les zones d'utilització predominant d'aquelles.
- 10 de març de 1999: la Llei 3/1999 del Patrimoni Cultural Aragonès, l'article 4 diu: L'aragonès i el català, llengües minoritàries d'Aragó, en l'àmbit de les quals estan compreses les diverses modalitats lingüístiques, són una riquesa cultural pròpia i seran especialment protegides per l'Administració.
- Any 2003: enquesta d'usos lingüístics a les comarques orientals d'Aragó, elaborada per l'Institut Aragonès de Estadística.
- Any 2004: estadística d'usos lingüístics a la Franja de Ponent, duta a terme per part de la Generalitat de Catalunya.
- 22 de desembre de 2009: Llei de Llengües d'Aragó de 2009), que va declarar com a llengües pròpies: l'aragonesa i la catalana.

- Any 2009: recurs presentat davant del Tribunal Constitucional per part de 11 ajuntaments afectats per la llei del 2009 contra aquesta, considerant que envaïa les competències locals i que per via de fet fa cooficial el català, cosa que no fa l'Estatut d'Autonomia d'Aragó d'aquests, 4 havien signat anteriorment la Declaració: Fraga, Nonasp, Vall-de-roures i la Codoñera (essent els alcaldes dels tres primers el PP i el de l'últim del PSOE amb suport del PAR).
- 9 de maig de 2013: Llei de Llengües de 2013, que va establir que les llengües i modalitats lingüístiques pròpies d'Aragó serien la llengua aragonesa pròpia de l'àrea oriental i la llengua aragonesa pròpia de les àrees pirinenca i prepirenaica.
- 1 de juny de 2013: regidors i alcaldes de municipis de la Franja es van reunir de nou a Mequinensa per manifestar la seva oposició a la llei de 2013, per no reconèixer a la llengua catalana com la denominació de «català», sinó sota el circumloqui de «llengua aragonesa pròpia de l'àrea oriental».
- Any 2017: El Govern d'Aragó, a través del departament de Política Lingüística, crea el premi Desideri Lombarte destinat al «reconeixement a una tasca continuada o d'especial notorietat i importància en qualsevol dels àmbits socials, culturals, esportius, artístics o econòmics que suposin un destacat benefici per al català d'Aragó, tenint especial consideració les activitats destinades a la dignificació, difusió, investigació, ensenyament o expressió literària del català d'Aragó i constitueixi un model i testimoni exemplar per a la societat aragonesa». el guardó es lliura en el marc de la celebració dels actes programats amb motiu del Dia Europeu de les Llengües.